# Kościół Najświętszej Maryi Panny Królowej Polski w Gostyniu
Kościół Najświętszej Marii Panny Królowej Polski w Gostyniu  – neogotycki kościół parafialny z 1847 roku, położony w Gostyniu, w województwie zachodniopomorskim, w powiecie kamieńskim, w gminie Świerzno. Jest kościołem parafialnym parafii Najświętszej Maryi Panny Królowej Polski.

## Opis
Świątynia w stylu neogotyckim zbudowana jest z cegły i charakteryzuje się ostrołukowymi oknami oraz siodłowym dachem. Wieża kościoła zakończona jest sześciobocznym hełmem.
Wezwanie kościoła związane jest z obecnością Najświętszej Maryi Panny w historii Polski, szczególnie w odniesieniu do obrony Jasnej Góry podczas potopu szwedzkiego, którą katolicy przypisywali wstawiennictwu Maryi. W 1656 roku król Jan Kazimierz ogłosił Maryję Królową Polski, a decyzja ta była podtrzymywana przez kolejne pokolenia. W 1962 roku papież Jan XXIII ogłosił Maryję główną patronką Polski, a papież Paweł VI w 1969 roku podniósł święto ku jej czci do rangi uroczystości.
Wnętrze kościoła charakteryzuje się drewnianym stropem oraz krzyżowo-żebrowym sklepieniem w prezbiterium. Nad wejściem znajduje się chór wsparty na czterech słupach z prospektem organowym. W ołtarzu głównym umieszczono obraz Matki Boskiej Królowej Polski, przedstawiający Maryję rozpościerającą płaszcz nad kompleksem budynków kościelnych. Nad głową Matki Boskiej znajduje się szarfa z datą 1656 roku, nawiązującą do ślubów lwowskich. Przed ołtarzem umieszczono złote tabernakulum, a w bocznym ołtarzu obraz Chrystusa wznoszącego dłoń ku niebu oraz wizerunek Matki Boskiej Nieustającej Pomocy. Na ścianach kościoła znajdują się stacje Drogi Krzyżowej.

## Historia
Świątynia w Gostyniu Szczecińskim została zbudowana w 1847 roku pod kierownictwem pastora Hellatza. W 1905 roku dodano wieżę, a w 1927 roku zakończono prace, wznosząc prezbiterium. 12 października 1945 roku kościół pw. Najświętszej Maryi Panny Królowej Polski został poświęcony przez księdza Henryka Kulikowskiego TChr, a parafia została oficjalnie erygowana 4 października 1957 roku, kiedy to założono również księgi metrykalne.